# Harry Steevens

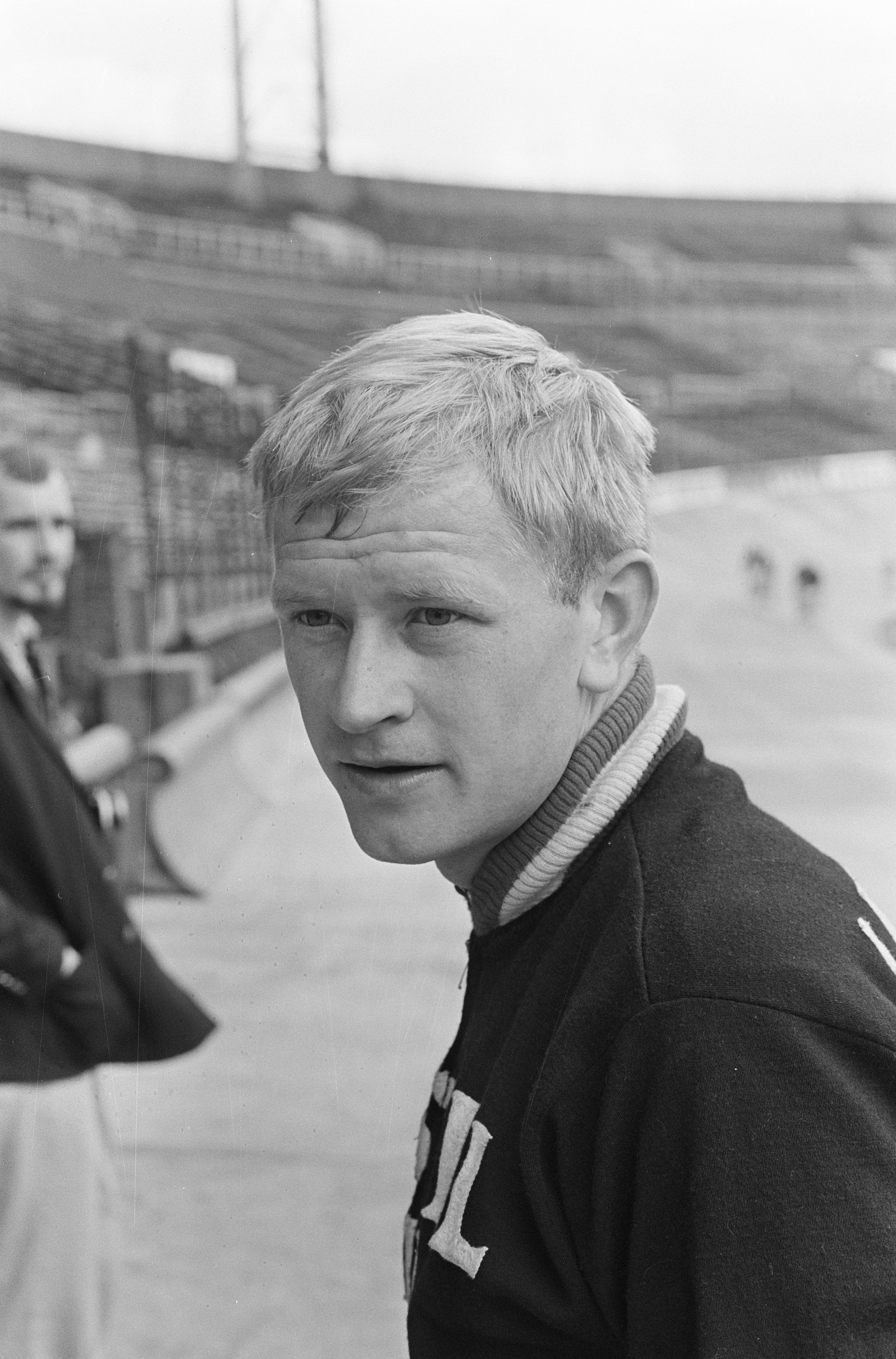
Harry Steevens (1966)

Harry Steevens (* 27. April 1945 in Elsloo, Niederlande) ist ein ehemaliger niederländischer Radrennfahrer.

## Sportliche Laufbahn
Steevens machte schon als junger Amateur auf sich aufmerksam, als er mit 19 Jahren Dritter beim niederländischen Etappenrennen Olympia’s Tour wurde und eine Etappe gewann. Bei den Olympischen Sommerspielen 1964 in Tokio gehörte er zur niederländischen Nationalmannschaft und wurde bei den Radsportwettbewerben im olympischen Straßenrennen eingesetzt. Als jüngster der vier niederländischen Starter erreichte er den 40. Platz unter 107 gewerteten Fahrern. 1965 gewann der 1,78 m große Steevens bei fünf Rennen, darunter war erneut die Olympia’s Tour sowie das Eintagesrennen Rund um Südholland. Außerdem beteiligte er sich an der Tour de l’Avenir, bei der er in der Gesamtwertung den sechsten Platz belegte und die Punktewertung gewann. Bei der Tour de l’Avenir 1966 war Steevens ebenfalls am Start und kam in der Endabrechnung auf den zweiten Platz. Bei beiden Touren wurde er als bester Sprinter ausgezeichnet. 1966 siegte er auch in der Belgien-Rundfahrt der Amateure. Der erste Platz beim 1966er Eintagesrennen Ronde van Limburg war Steevens letzter Sieg bei einem größeren Amateurrennen. Bei den UCI-Straßen-Weltmeisterschaften 1966 auf dem Nürburgring belegte er im Straßenrennen der Amateure den 39. Platz.
Noch im Herbst 1966 unterschrieb Steevens 21-jährig einen Profivertrag beim niederländischen Radsportteam Caballero und feierte seinen ersten Sieg als Berufsfahrer bei einem Kriterium in Ossendrecht. Neben mehreren Siegen bei Kriterien und Kirmisrennen erreichte Steevens 1967 einen dritten Platz beim niederländischen Eintagesrennen Amstel Gold Race. Im selben Jahr gab er sein Debüt als Profi bei den Straßenweltmeisterschaften mit Platz 17. Auch in den beiden folgenden Jahren trat er bei den Weltmeisterschaften an, hatte aber mit den Rängen 18 und 25 ebenfalls wenig Erfolg. Bei der Andalusien-Rundfahrt 1968 gewann Steevens zwar eine Etappe, kam in der Endwertung aber auch nur auf Platz 20. Seinen bedeutendsten Sieg in der Saison 1968 erzielte er im Amstel Gold Race. Auch die Tour du Nord und den Omloop van de Fruitstreek konnte er gewinnen. 1969 siegte er wiederum nur bei unbedeutenden Veranstaltungen. Neben der WM enttäuschte er auch bei so wichtigen Rennen wie Amstel Gold Race (23.), Paris–Tours (29.) und der Lombardei-Rundfahrt (31.). 1970 beteiligte sich Steevens an den beiden Etappenrennen Tour de Suisse und Tour de France und gewann er den Grand Prix d’Orchies. In der Schweiz gewann er eine Etappe und wurde am Ende 24. In Frankreich wurde er 45. unter 100 gewerteten Aktiven. Auch 1971, nun beim niederländischen Team Goudsmit unter Vertrag, ging er wieder bei beiden Rennen an den Start und wurde diesmal bei der Tour de Suisse 44. Bei der Tour de France stieg er vorzeitig aus. Obwohl er auch noch 1972 für Goudsmit fuhr, wurden für ihn keine Ergebnisse mehr veröffentlicht.